# بربست
 بَرِبَست  روستای کوچکی از توابع بخش مرکزی شهرستان خمیر	در شهرستان خمیر 
در استان هرمزگان ایران است. 

## محدوده بَرِبَست
از شمال کونه، از جنوب تهر، از مغرب لدخی، و از سمت مشرق به هرا محدود می‌گردد.

## جمعیت
دارای ۳۸ نفر (۹ خانوار) است
که از اهل سنت و از شاخه شافعی هستند یعنی از پیروان امام محمد ادریس شافعی هستند. 
دارای مسجد، دبستان، آب‌انبار (برکه) و درمانگاه است.

## شغل
پیشهٔ بیشتر مردم کشاورزی، دامداری، و تجارت است.
دارای ۲۵۰ اصله نخل دیم و ۱۰۰ من زمین زیر کشت است.